# Premier-liha (2019/2020)
Premier Liha w piłce nożnej 2019/20 – 28. edycja najwyższych w hierarchii rozgrywek ligowych ukraińskiej klubowej piłki nożnej. Sezon rozpoczął się 28 lipca 2019, a miał zakończyć się w maju 2020, ale z powodu koronawirusa został przerwany od 18 marca do 30 maja 2020 i zakończył się 19 lipca 2020. Szachtar Donieck obronił tytułu mistrza Ukrainy.

## Drużyny
| Uczestnicy poprzedniej edycji | Uczestnicy poprzedniej edycji | Uczestnicy poprzedniej edycji | Uczestnicy poprzedniej edycji |
| --- | ----------------------------- | ----------------------------- | ----------------------------- |
| SZA | Szachtar Donieck              | Donieck                       | 1                             |
| DKV | Dynamo Kijów                  | Kijów                         | 2                             |
| OLE | FK Ołeksandrija               | Oleksandria                   | 3                             |
| MAR | FK Mariupol                   | Mariupol                      | 4                             |
| ZOR | Zoria Ługańsk                 | Łuhańsk                       | 5                             |
| LWÓ | FK Lwów                       | Lwów                          | 6                             |
| WOR | Worskła Połtawa               | Połtawa                       | 7                             |
| DES | Desna Czernihów               | Czernihów                     | 8                             |
| OLD | Olimpik Donieck               | Donieck                       | 9                             |
| KAR | Karpaty Lwów                  | Lwów                          | 10                            |
| Awans z Perszej lihi 2018/19 |                               |                               |                               |
| DN1 | SK Dnipro-1                   | Dniepr                        | 1                             |
| KOL | Kołos Kowaliwka               | Kowaliwka                     | 2                             |
| Oznaczenia: - kolumna pierwsza – skróty nazw drużyn, - kolumna trzecia – siedziba klubu, - kolumna czwarta – miejsce zajęte w poprzednim sezonie. |                               |                               |                               |

## Runda zasadnicza

### Tabela
| Lp. | Drużyna              | M  | Z  | R | P  | B+ | B- | +/– | Pkt | Kwalifikacja lub spadek             |
| --- | -------------------- | -- | -- | - | -- | -- | -- | --- | --- | ----------------------------------- |
| 1   | Szachtar Donieck (Q) | 22 | 19 | 2 | 1  | 59 | 14 | +45 | 59  | Kwalifikacja do grupy mistrzowskiej |
| 2   | Dynamo Kijów (Q)     | 22 | 14 | 3 | 5  | 44 | 17 | +27 | 45  | Kwalifikacja do grupy mistrzowskiej |
| 3   | Zoria Ługańsk (Q)    | 22 | 13 | 4 | 5  | 39 | 18 | +21 | 43  | Kwalifikacja do grupy mistrzowskiej |
| 4   | Desna Czernihów (Q)  | 22 | 13 | 3 | 6  | 36 | 15 | +21 | 42  | Kwalifikacja do grupy mistrzowskiej |
| 5   | FK Ołeksandrija      | 22 | 11 | 4 | 7  | 30 | 23 | +7  | 37  | Kwalifikacja do grupy mistrzowskiej |
| 6   | Kołos Kowaliwka      | 22 | 8  | 2 | 12 | 25 | 39 | −14 | 26  | Kwalifikacja do grupy mistrzowskiej |
| 7   | SK Dnipro-1          | 22 | 7  | 4 | 11 | 26 | 34 | −8  | 25  | Kwalifikacja do grupy spadkowej     |
| 8   | FK Mariupol          | 22 | 6  | 7 | 9  | 21 | 35 | −14 | 25  | Kwalifikacja do grupy spadkowej     |
| 9   | FK Lwów              | 22 | 5  | 5 | 12 | 16 | 35 | −19 | 20  | Kwalifikacja do grupy spadkowej     |
| 10  | Worskła Połtawa      | 22 | 6  | 2 | 14 | 15 | 38 | −23 | 20  | Kwalifikacja do grupy spadkowej     |
| 11  | Olimpik Donieck      | 22 | 5  | 3 | 14 | 17 | 37 | −20 | 18  | Kwalifikacja do grupy spadkowej     |
| 12  | Karpaty Lwów         | 22 | 2  | 7 | 13 | 17 | 40 | −23 | 13  | Kwalifikacja do grupy spadkowej     |

1. ↑  Drużyny grają ze sobą dwa razy (22 mecze) przed podziałem ligi na dwie grupy (górną szóstkę i dolną szóstkę), a potem ostatnie 10 meczów.
2. 1 2  dzięki różnicy bramek: SK Dnipro-1 +1, Olimpik Donieck -1

### Wyniki
| Gospodarz \ Gość | DES | DNI | DYN | KAR | KOL | LVI | MAR | OLK | OLD | SHA | VOR | ZOR |
| ---------------- | --- | --- | --- | --- | --- | --- | --- | --- | --- | --- | --- | --- |
| DES              | —   | 1–1 | 0–1 | 0–0 | 0–0 | 1–2 | 4–0 | 2–0 | 1–0 | 0–1 | 2–0 | 1–0 |
| DNI              | 0–1 | —   | 3–1 | 2–0 | 2–1 | 2–3 | 3–0 | 1–2 | 2–0 | 0–2 | 1–0 | 1–4 |
| DYN              | 1–2 | 2–0 | —   | 1–1 | 2–0 | 4–0 | 3–0 | 1–0 | 1–1 | 1–2 | 2–1 | 1–2 |
| KAR              | 2–6 | 1–1 | 0–2 | —   | 1–2 | 0–0 | 1–1 | 0–4 | 1–2 | 0–3 | 2–1 | 0–1 |
| KOL              | 2–0 | 4–0 | 0–4 | 2–1 | —   | 1–0 | 2–1 | 1–1 | 1–2 | 3–4 | 0–3 | 1–3 |
| LVI              | 1–4 | 0–2 | 0–3 | 0–0 | 3–2 | —   | 0–1 | 1–1 | 0–1 | 0–2 | 2–0 | 0–0 |
| MAR              | 0–4 | 1–0 | 0–1 | 2–2 | 2–0 | 0–0 | —   | 2–1 | 1–1 | 1–1 | 3–0 | 1–2 |
| OLK              | 0–3 | 2–0 | 1–3 | 2–1 | 1–2 | 2–0 | 3–1 | —   | 2–1 | 1–3 | 3–0 | 1–0 |
| OLD              | 1–2 | 3–2 | 1–3 | 1–3 | 0–1 | 0–1 | 1–2 | 0–0 | —   | 0–4 | 2–0 | 0–5 |
| SHA              | 1–0 | 4–1 | 1–0 | 3–0 | 6–0 | 4–1 | 5–1 | 0–0 | 3–0 | —   | 4–0 | 4–3 |
| VOR              | 0–1 | 1–1 | 0–5 | 2–1 | 1–0 | 3–2 | 1–1 | 0–1 | 1–0 | 1–0 | —   | 0–1 |
| ZOR              | 2–1 | 1–1 | 2–2 | 2–0 | 2–0 | 2–0 | 0–0 | 1–2 | 1–0 | 1–2 | 4–0 | —   |

### Miejsca po danych kolejkach
| Drużyna \ Kolejka | 1  | 2  | 3  | 4  | 5  | 6  | 7  | 8  | 9  | 10 | 11 | 12 | 13 | 14 | 15 | 16 | 17 | 18 | 19 | 20 | 21 | 22 |
| ----------------- | -- | -- | -- | -- | -- | -- | -- | -- | -- | -- | -- | -- | -- | -- | -- | -- | -- | -- | -- | -- | -- | -- |
| Szachtar Donieck  | 1  | 1  | 1  | 1  | 1  | 1  | 1  | 1  | 1  | 1  | 1  | 1  | 1  | 1  | 1  | 1  | 1  | 1  | 1  | 1  | 1  | 1  |
| Dynamo Kijów      | 2  | 2  | 3  | 5  | 5  | 5  | 6  | 3  | 3  | 3  | 2  | 2  | 2  | 4  | 2  | 2  | 4  | 2  | 2  | 3  | 3  | 2  |
| Zoria Ługańsk     | 6  | 5  | 2  | 2  | 3  | 3  | 4  | 5  | 5  | 5  | 5  | 4  | 4  | 2  | 3  | 3  | 2  | 3  | 3  | 2  | 2  | 3  |
| Desna Czernihów   | 7  | 8  | 4  | 3  | 2  | 2  | 2  | 2  | 2  | 2  | 3  | 3  | 3  | 3  | 4  | 4  | 3  | 4  | 4  | 4  | 4  | 4  |
| FK Ołeksandrija   | 10 | 9  | 8  | 6  | 8  | 4  | 3  | 4  | 4  | 4  | 4  | 5  | 5  | 5  | 5  | 5  | 5  | 5  | 5  | 5  | 5  | 5  |
| Kołos Kowaliwka   | 4  | 3  | 5  | 4  | 6  | 8  | 5  | 7  | 6  | 6  | 6  | 7  | 8  | 8  | 8  | 9  | 6  | 7  | 6  | 6  | 6  | 6  |
| SK Dnipro-1       | 3  | 4  | 6  | 7  | 9  | 6  | 9  | 6  | 7  | 7  | 8  | 8  | 9  | 9  | 9  | 7  | 8  | 8  | 8  | 8  | 8  | 7  |
| FK Mariupol       | 8  | 7  | 7  | 8  | 10 | 9  | 7  | 8  | 8  | 8  | 7  | 6  | 6  | 6  | 7  | 6  | 7  | 6  | 7  | 7  | 7  | 8  |
| FK Lwów           | 5  | 6  | 10 | 11 | 7  | 10 | 11 | 11 | 11 | 11 | 12 | 12 | 12 | 11 | 11 | 11 | 10 | 10 | 10 | 9  | 9  | 9  |
| Worskła Połtawa   | 9  | 10 | 9  | 9  | 4  | 7  | 10 | 10 | 10 | 10 | 10 | 11 | 11 | 12 | 12 | 12 | 12 | 11 | 11 | 11 | 11 | 10 |
| Olimpik Donieck   | 12 | 11 | 12 | 12 | 12 | 12 | 12 | 12 | 12 | 12 | 10 | 9  | 7  | 7  | 6  | 8  | 9  | 9  | 9  | 10 | 10 | 11 |
| Karpaty Lwów      | 11 | 12 | 11 | 10 | 11 | 11 | 8  | 9  | 9  | 9  | 9  | 10 | 10 | 10 | 10 | 10 | 11 | 12 | 12 | 12 | 12 | 12 |

Ostatnia aktualizacja: 15 marca 2020
Źródło: 

## Runda finałowa

### Grupa mistrzowska
| Lp. | Drużyna                 | M  | Z  | R | P  | B+ | B- | +/– | Pkt | Kwalifikacja lub spadek                                            |
| --- | ----------------------- | -- | -- | - | -- | -- | -- | --- | --- | ------------------------------------------------------------------ |
| 1   | Szachtar Donieck (C, Q) | 32 | 26 | 4 | 2  | 80 | 26 | +54 | 82  | Kwalifikacja do rundy grupowej Ligi Mistrzów                       |
| 2   | Dynamo Kijów (Q)        | 32 | 18 | 5 | 9  | 65 | 35 | +30 | 59  | Kwalifikacja do III rundy kwalifikacyjnej Ligi Mistrzów            |
| 3   | Zoria Ługańsk (Q)       | 32 | 17 | 7 | 8  | 50 | 29 | +21 | 58  | Kwalifikacja do III rundy kwalifikacyjnej Ligi Europy UEFA         |
| 4   | Desna Czernihów (Q)     | 32 | 17 | 5 | 10 | 59 | 33 | +26 | 56  | Baraże o kwalifikację do II rundy kwalifikacyjnej Ligi Europy UEFA |
| 5   | FK Ołeksandrija (Q)     | 32 | 14 | 7 | 11 | 49 | 47 | +2  | 49  | Baraże o kwalifikację do II rundy kwalifikacyjnej Ligi Europy UEFA |
| 6   | Kołos Kowaliwka (Q)     | 32 | 10 | 2 | 20 | 33 | 59 | −26 | 32  | Baraże o kwalifikację do II rundy kwalifikacyjnej Ligi Europy UEFA |

#### Wyniki
| Gospodarz \ Gość | DES | DYN | KOL | OLK | SHA | ZOR |
| ---------------- | --- | --- | --- | --- | --- | --- |
| Desna Czernihów  | —   | 3–2 | 5–1 | 1–3 | 2–4 | 1–2 |
| Dynamo Kijów     | 1–1 | —   | 2–1 | 5–1 | 2–3 | 3–1 |
| Kołos Kowaliwka  | 0–2 | 2–0 | —   | 2–1 | 0–1 | 0–2 |
| FK Ołeksandrija  | 1–5 | 2–2 | 4–2 | —   | 2–2 | 1–0 |
| Szachtar Donieck | 3–2 | 3–1 | 2–0 | 3–2 | —   | 0–0 |
| Zoria Ługańsk    | 1–1 | 1–3 | 1–0 | 2–2 | 1–0 | —   |

#### Miejsca po danych kolejkach
| Drużyna \ Kolejka | 1 | 2 | 3 | 4 | 5 | 6 | 7 | 8 | 9 | 10 |
| ----------------- | - | - | - | - | - | - | - | - | - | -- |
| Szachtar Donieck  | 1 | 1 | 1 | 1 | 1 | 1 | 1 | 1 | 1 | 1  |
| Dynamo Kijów      | 3 | 4 | 3 | 2 | 2 | 2 | 3 | 3 | 2 | 2  |
| Zoria Ługańsk     | 2 | 2 | 2 | 4 | 3 | 3 | 4 | 2 | 3 | 3  |
| Desna Czernihów   | 4 | 3 | 4 | 3 | 4 | 4 | 2 | 4 | 4 | 4  |
| FK Ołeksandrija   | 5 | 5 | 5 | 5 | 5 | 5 | 5 | 5 | 5 | 5  |
| Kołos Kowaliwka   | 6 | 6 | 6 | 6 | 6 | 6 | 6 | 6 | 6 | 6  |

Ostatnia aktualizacja: 20 lipca 2020
Źródło: 

### Grupa spadkowa

#### Tabela
| Lp. | Drużyna         | M  | Z  | R | P  | B+ | B- | +/– | Pkt | Kwalifikacja lub spadek                                          |
| --- | --------------- | -- | -- | - | -- | -- | -- | --- | --- | ---------------------------------------------------------------- |
| 7   | SK Dnipro-1     | 32 | 15 | 4 | 13 | 42 | 42 | 0   | 49  | Baraże kwalifikujące do II fazy kwalifikacyjnej Ligi Europy UEFA |
| 8   | FK Mariupol     | 32 | 12 | 9 | 11 | 40 | 46 | −6  | 45  | Baraże kwalifikujące do II fazy kwalifikacyjnej Ligi Europy UEFA |
| 9   | Olimpik Donieck | 32 | 10 | 6 | 16 | 32 | 47 | −15 | 36  |                                                                  |
| 10  | Worskła Połtawa | 32 | 9  | 7 | 16 | 23 | 48 | −25 | 34  |                                                                  |
| 11  | FK Lwów         | 32 | 5  | 9 | 18 | 25 | 57 | −32 | 24  |                                                                  |
| 12  | Karpaty Lwów    | 32 | 2  | 9 | 21 | 19 | 48 | −29 | 15  | Wydalony z ligi                                                  |

1. ↑  Karpaty Lwów został wydalony z ligi za nieobecność w dwóch meczach kalendarzowych. Jednak według sekretarza Komisji Dyscyplinarnej UAF Ihora Hryszczenki klub nie został pozbawiony statusu zawodowego i dlatego może ubiegać się o grę w Pierwszej lidze[10][11][12]. Oprócz wydalenia, według "Meta-ratingów", Karpaty otrzymało również zakaz transferów na następne trzy "okna transferowe" ze względu na ich długi wobec Sewilli za Jorge Carrascal i oddzielnie wobec Cristóbal Márquez[13][14].

#### Wyniki
| Gospodarz \ Gość | DN1 | KAR         | LVI | MAR         | OLD | VOR |
| ---------------- | --- | ----------- | --- | ----------- | --- | --- |
| SK Dnipro-1      | —   | +/-         | 3–2 | 2–0         | 3–1 | 3–0 |
| Karpaty Lwów     | -/+ | —           | 1–1 | 0–3walkower | -/+ | -/+ |
| FK Lwów          | 1–2 | 1–1         | —   | 0–2         | 1–5 | 2–2 |
| FK Mariupol      | 2–1 | 3–0walkower | 3–0 | —           | 1–4 | 1–1 |
| Olimpik Donieck  | 0–2 | +/-         | 2–0 | 2–2         | —   | 1–1 |
| Worskła Połtawa  | 2–0 | +/-         | 1–1 | 1–2         | 0–0 | —   |

Uwagi:

#### Miejsca po danych kolejkach
| Drużyna \ Kolejka | 1  | 2  | 3  | 4  | 5  | 6  | 7  | 8  | 9  | 10 |
| ----------------- | -- | -- | -- | -- | -- | -- | -- | -- | -- | -- |
| SK Dnipro-1       | 7  | 7  | 7  | 7  | 7  | 7  | 7  | 7  | 7  | 7  |
| FK Mariupol       | 8  | 8  | 8  | 8  | 8  | 8  | 8  | 8  | 8  | 8  |
| Olimpik Donieck   | 11 | 11 | 11 | 9  | 10 | 10 | 10 | 10 | 9  | 9  |
| Worskła Połtawa   | 10 | 10 | 10 | 10 | 9  | 9  | 9  | 9  | 10 | 10 |
| FK Lwów           | 9  | 9  | 9  | 11 | 11 | 11 | 11 | 11 | 11 | 11 |
| Karpaty Lwów      | 12 | 12 | 12 | 12 | 12 | 12 | 12 | 12 | 12 | 12 |

Ostatnia aktualizacja: 20 lipca 2020
Źródło: 

## Baraże kwalifikujące do Ligi Europy UEFA
Drużyny, które zajęły 5 i 6 miejsce w grupie mistrzowskiej wraz z 7 i 8 drużyną z grupy spadkowej, rozegrają jednomeczowe baraże. Zwycięzcy par zmierzą się w meczu bez rewanżu w celu wyłonienia ostatniego miejsca w Lidze Europy UEFA. W przypadku, gdy zdobywca Pucharu Ukrainy zdobędzie miejsce do Ligi Mistrzów UEFA lub Ligi Europy UEFA, dogrywka zostanie rozłożona między 5., 6., 7. i 8. drużyną w ten sam sposób.

### Pierwsza runda
| Drużyna 1       | Wynik | Drużyna 2   |
| --------------- | ----- | ----------- |
| FK Ołeksandrija | 1     | FK Mariupol |
| Kołos Kowaliwka | 2     | SK Dnipro-1 |

### Druga runda
| Drużyna 1        | Wynik | Drużyna 2        |
| ---------------- | ----- | ---------------- |
| Zwycięzca pary 1 | 1     | Zwycięzca pary 2 |

## Stadiony
| Lp. | Klub             | Miasto      | Stadion                                             | Pojemność |
| --- | ---------------- | ----------- | --------------------------------------------------- | --------- |
| 1   | Desna Czernihów  | Czernihów   | Stadion im. Jurija Gagarina                         | 12 060    |
| 2   | SK Dnipro-1      | Dniepr      | Dnipro Arena                                        | 31 003    |
| 3   | Dynamo Kijów     | Kijów       | Stadion NSK Olimpijski                              | 70 050    |
| 4   | Karpaty Lwów     | Lwów        | Stadion Ukraina                                     | 28 051    |
| 5   | Kołos Kowaliwka  | Kowaliwka   | Stadion Dynamo                                      | 16 873    |
| 6   | FK Lwów          | Lwów        | Arena Lwów                                          | 34 915    |
| 7   | FK Mariupol      | Mariupol    | Stadion im. Wołodymyra Bojka                        | 12 680    |
| 8   | FK Ołeksandrija  | Oleksandria | Stadion Nika                                        | 7 000     |
| 9   | Olimpik Donieck  | Donieck     | Stadion Dynamo im. Walerego Łobanowskiego w Kijowie | 16 873    |
| 10  | Szachtar Donieck | Donieck     | Stadion Metalist w Charkowie                        | 40 003    |
| 11  | Worskła Połtawa  | Połtawa     | Stadion Worskła                                     | 24 795    |
| 12  | Zoria Ługańsk    | Ługańsk     | Sławutycz Arena w Zaporożu                          | 12 000    |

## Trenerzy, kapitanowie i sponsorzy
| Klub             | Siedziba    | Prezydent             | Trener | Kapitan                                   | Sponsor techniczny | Sponsor strategiczny |
| ---------------- | ----------- | --------------------- | --- | ----------------------------------------- | ------------------ | -------------------- |
| Desna Czernihów  | Czernihów   | Wołodymyr Lewin       | Ołeksandr Riabokoń                                                                                                   | Denys Faworow                             | Nike               | Favorit Sport        |
| SK Dnipro-1      | Odessa      | Jurij Bereza          | Dmytro Mychajłenko                                                                                                   | Serhij Krawczenko                         | Nike               |                      |
| Dynamo Kijów     | Kijów       | Ihor Surkis           | Ołeksij Mychajłyczenko (wcześniej Alaksandr Chackiewicz-do 14.08)                                                    | Serhij Sydorczuk                          | New Balance        | UEFA No to racism    |
| Karpaty Lwów     | Lwów        | Petro Dyminski        | Roman Sanżar (wcześniej Ołeksandr Czyżewski-do 3.09)                                                                 | Dmytro Kloc                               | Joma               | Marathonbet          |
| Kołos Kowaliwka  | Kowaliwka   | Andrij Zasucha        | Rusłan Kostyszyn | Witalij Hawrysz                           | Nike               | Switanok             |
| FK Lwów          | Lwów        | Bohdan Kopytko        | Wołodymyr Maziar (wcześniej Bohdan Bławacki-do 10.09)                                                                | Serhij Borzenko                           | Legea              | Glusco               |
| FK Mariupol      | Mariupol    | Tarik Makhmud Chaudri | Ołeksandr Babycz | Rustam Chudżamow                          | Nike               | Favorit Sport        |
| FK Ołeksandrija  | Oleksandria | Serhij Kuźmenko       | Wołodymyr Szaran | Jurij Pańkiw (wcześniej Andrij Zaporożan) | Nike               | UkrAhroKom           |
| Olimpik Donieck  | Donieck     | Władysław Helzin      | Ihor Kłymowski (p.o.) (wcześniej Vicente Gómez-do 13.03, Ihor Kłymowski (p.o.)-do 2.09, Júlio César Correa-do 19.08) | Dmytro Hryszko                            | Joma               | Pari-Match           |
| Szachtar Donieck | Donieck     | Rinat Achmetow        | Luís Castro | Taison                                    | Nike               | Pari Match           |
| Worskła Połtawa  | Połtawa     | Roman Czerniak        | Jurij Maksymow (wcześniej Witalij Kosowski-do 14.11)                                                                 | Wołodymyr Czesnakow                       | Nike               | Ferrexpo             |
| Zoria Ługańsk    | Ługańsk     | Jewhenij Hieller      | Wiktor Skrypnyk | Mykyta Kameniuka                          | Nike               | Favorit Sport        |

Uwagi:
- Jako sponsora technicznego należy rozumieć przedsiębiorstwo, które dostarcza danemu klubowi stroje i sprzęt niezbędny do gry
- Jako sponsora strategicznego należy rozumieć przedsiębiorstwo, które reklamuje się na klatce piersiowej koszulki meczowej

## Najlepsi strzelcy
Ostatnia aktualizacja: 20 lipca 2020
| #  | Strzelec           | Drużyna                    | Gole (karne) | Mecze |
| -- | ------------------ | -------------------------- | ------------ | ----- |
| 1  | Júnior Moraes      | Szachtar Donieck           | 20 (1)       | 27    |
| 2  | Ołeksandr Filippow | Desna Czernihów            | 16 (3)       | 30    |
| 3  | Władysław Supriaha | SK Dnipro-1                | 14 (2)       | 24    |
| 3  | Wiktor Cyhankow    | Dynamo Kijów               | 14 (4)       | 27    |
| 5  | Marlos             | Szachtar Donieck           | 13 (1)       | 24    |
| 6  | Bohdan Ledniew     | Zoria Ługańsk/Dynamo Kijów | 11 (1)       | 27    |
| 6  | Benjamin Verbič    | Dynamo Kijów               | 11 (2)       | 25    |
| 8  | Taison             | Szachtar Donieck           | 10 (4)       | 25    |
| 8  | Maksym Tretjakow   | FK Ołeksandrija            | 10 (7)       | 29    |
| 10 | Witalij Bujalski   | Dynamo Kijów               | 9 (1)        | 27    |
| 10 | Carlos de Pena     | Dynamo Kijów               | 9 (1)        | 28    |